# Калвин Клајн
Калвин Ричард Клајн (енгл. Calvin Richard Klein; Њујорк, 19. новембар 1942) амерички је модни дизајнер који је основао компанију која ће касније (1968) постати Calvin Klein Inc. Поред одевних предмета, његово име носи и низ парфема, сатова и накита.

## Биографија
Рођен је у америчкој јеврејској породици у Бронксу, као син Флоре (дев. Стерн; 1909—2006) и Леа Клајна. Лео је имигрирао у Њујорк из Мађарске, а Флора је рођена у САД у породици имиграната из Галиције и Бухенланда (Аустријско царство, данашња територија Украјине).
Похађао је Основну школу „Исобел Руни 80 (M.S.80)” као дечак. Ишао је у Средњу школу уметности и дизајна на Менхетну и уписао (али није завршио) њујоршки Модни институт технологије на којем је добио почасни докторат 2003. године. Био је шегрт 1962. код ’олдлајн’ произвођала огртача и одела, Дена Милстајна; провео је пет година дизајнирајући у другим радњама града Њујорка. Године 1968, покренуо је прву сопствену компанију, с пријатељем из детињства Беријем К. Шварцом.
Био је један од водећих дизајнера који су одрасли у јеврејској имигрантској заједници у Бронксу, поред Роберта Денинга и Ралфа Лорена. Постао је протеже барона од Гинцбурга, путем чијих је предавања постао поштован на њујоршкој елитној модној сцени чак и пре него што је остварио први мејнстрим успех покретањем своје прве линије џинса. Ускоро је постао препознат због свог талента и првог излагања на Њујоршкој седмици моде (енгл. New York Fashion Week). Прозван је новим Ивом Сен-Лораном и запажен због јасних линија.

## Приватни живот
Оженио је Џејн Сентер, текстилну дизајнерку, 1964. године. Имају ћеку, Марси, која је радила као талент-продуцент за Ен-Би-Сијеву емисију Суботом увече уживо (енгл. Saturday Night Live). Од Џејн се развео 1974. године. У септембру 1986. године, оженио се са својом асистенткињом, Кели Ректор, у Риму док су били на путовању ради куповине у Италији. Она је касније постала добро позната фотографкиња чланова вишег друштва. Након што су се растали 1996. године, развели су се у априлу 2006. — након 20 година брака. Године 2003, Клајн је купио имање на обали океана, у Саутемптону (Лонг Ајленд) где је срушио све што је било како би изградио стаклено-бетонски мансион од 75 милиона америчких долара. Својевремено је излазио са бившом порно звездом и бившом припадницом геј популације Николас Грубер, а растали су се 2012. Клајн је присталица америчке Демократске партије, а донирао је преко 250.000 долара кандидатима и ПАК-овима (од 1980).

## Награде
Године 1974, дизајнирао је уске траперице с потписом које су донеле зараду од 200.000 долара током прве седмице продаје. Исте године је постао први дизајнер који је добио истакнуту награду за мушки и женски дизајн одеће од CFDA-е. Године 1983, нашао се на Списку најбоље обучених људи на међународном нивоу. Награду од CFDA-е добио је такође и 1981, 1983. и 1993. године

## Остало
Имао је камео улогу у 15. епизоди 3. сезоне (The Bubble) ТВ серије 30 Rock. Фикционализована верзија Клајна се појављује у 13. епизоди 4. сезоне (The Pick), ТВ Серије Seinfeld.

## Филмографија
- The Emperor's New Clothes: An All-Star Illustrated Retelling of the Classic Fairy Tale, 1998 (глас)